# Meniscium affine
Meniscium affine là một loài dương xỉ trong họ Thelypteridaceae. Loài này được C. Presl ex Ettingsh. mô tả khoa học đầu tiên năm 1864.
Danh pháp khoa học của loài này chưa được làm sáng tỏ. 